# 阿拉拉夸拉
21°47′S 48°11′W / 21.783°S 48.183°W

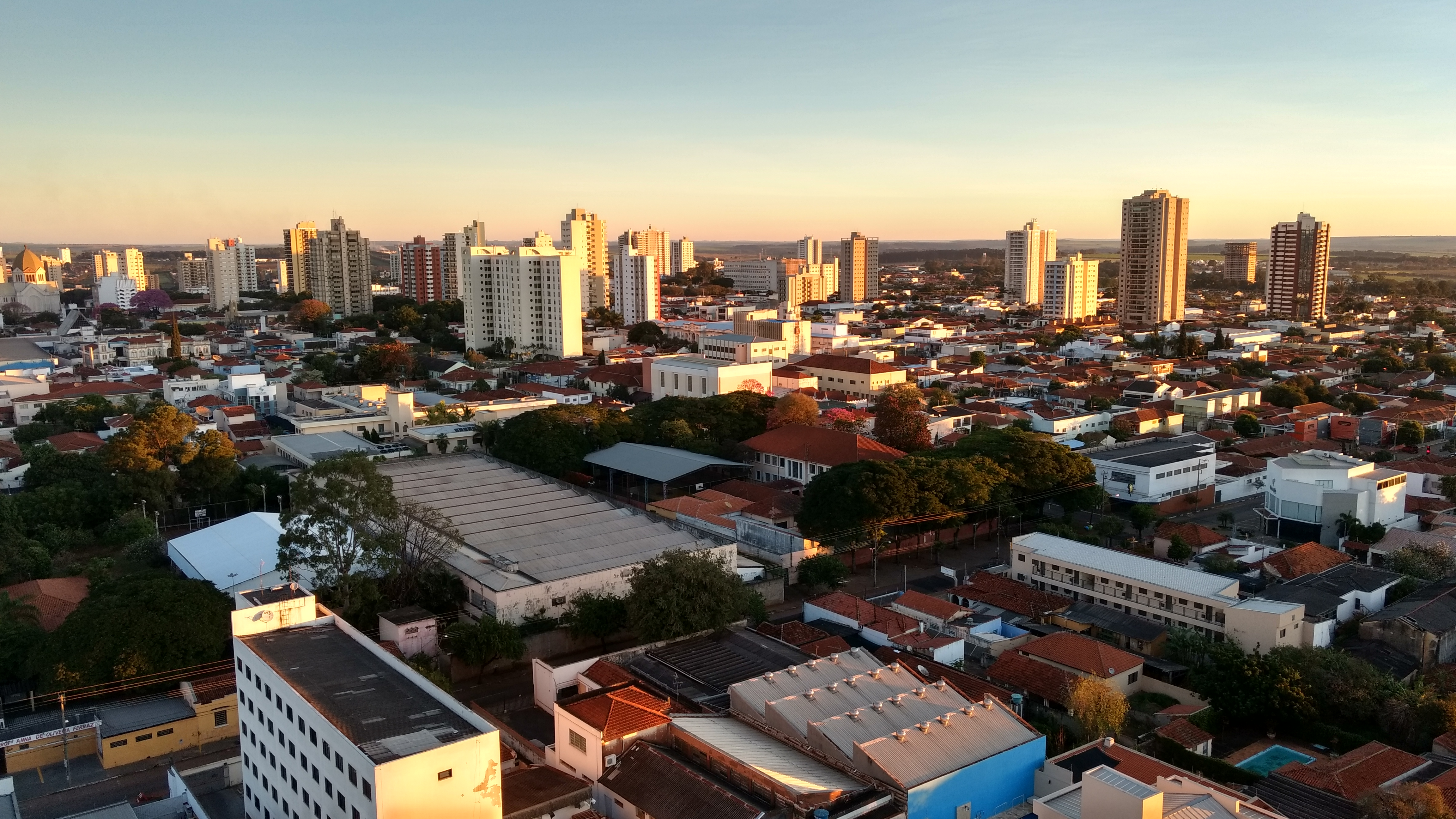
阿拉拉夸拉

阿拉拉夸拉是位于巴西东部圣保罗州的一座城市，人口约200,000。
由于气候炎热，因此阿拉拉夸拉被称为“太阳之家（Sun's Home）”。